# قلعه بزی (قلعه خان لنجان)
قلعه بزی (قلعه خان لنجان) مربوط به اواخر دوره ساسانیان تا دوره سلجوقیان است و در شهرستان مبارکه، جاده سیمان سپاهان واقع شده و این اثر در تاریخ ۲۶ اردیبهشت ۱۳۴۶ با شمارهٔ ثبت ۷۵۷ به‌عنوان یکی از آثار ملی ایران به ثبت رسیده است.